# Ivanovskij rajon (Oblast' di Ivanovo)
L'Ivanovskij rajon (in russo Ивановский район?) è un rajon dell'Oblast' di Ivanovo, nella Russia europea; il capoluogo è Ivanovo, fra gli altri centri abitati si ricorda Kochma. Istituito nel 1929, il rajon ricopre una superficie di 1.080 chilometri quadrati e nel 2010 ospitava una popolazione di circa 63.000 abitanti.